# Friesodielsia
Friesodielsia este un gen de plante angiosperme din familia Annonaceae.

## Specii[1]
- Friesodielsia acuminata
- Friesodielsia affinis
- Friesodielsia alpina
- Friesodielsia auriculata
- Friesodielsia bakeri
- Friesodielsia biglandulosa
- Friesodielsia borneensis
- Friesodielsia caesia
- Friesodielsia calycina
- Friesodielsia cuneiformis
- Friesodielsia desmoides
- Friesodielsia dielsiana
- Friesodielsia discolor
- Friesodielsia discostigma
- Friesodielsia enghiana
- Friesodielsia excisa
- Friesodielsia filipes
- Friesodielsia formosa
- Friesodielsia fornicata
- Friesodielsia glauca
- Friesodielsia glaucifolia
- Friesodielsia gracilipes
- Friesodielsia gracilis
- Friesodielsia grandifolia
- Friesodielsia hainanensis
- Friesodielsia hirsuta
- Friesodielsia hirta
- Friesodielsia kingii
- Friesodielsia korthalsiana
- Friesodielsia lagunensis
- Friesodielsia lanceolata
- Friesodielsia latifolia
- Friesodielsia longiflora
- Friesodielsia maclellandii
- Friesodielsia mindorensis
- Friesodielsia montana
- Friesodielsia obovata
- Friesodielsia obtusifolia
- Friesodielsia oligophlebia
- Friesodielsia ovalifolia
- Friesodielsia paucinervis
- Friesodielsia philippinensis
- Friesodielsia platyphylla
- Friesodielsia pubescens
- Friesodielsia rosea
- Friesodielsia soyauxii
- Friesodielsia stenopetala
- Friesodielsia unonaefolia
- Friesodielsia velutina